# Apple Watch

Apple Watch er et smartur udviklet af Apple Inc. med styresystemet Watch OS. Apple Watch er kompatibel med iPhone 5 eller nyere modeller der kører iOS 8.2 eller nyere.